# Eugène Schaus
Eugène Schaus (ur. 12 maja 1901 w Gonderange, zm. 29 marca 1978) – luksemburski polityk i prawnik. Jedna z czołowych postaci we wczesnej historii Partii Demokratycznej oraz jej przewodniczący w latach 1952-1959.

## Stanowiska
- 1945–1951, 1969–1974 – minister spraw wewnętrznych Luksemburga
- 1947–1951, 1969–1974 – minister sprawiedliwości Luksemburga
- 1959–1964 – minister spraw zagranicznych Luksemburga
- 1959–1964, 1969–1974 – minister obrony Luksemburga
- 1952–1959 – przewodniczący Partii Demokratycznej
- 1959–1964, 1969–1974 – wicepremier Luksemburga